# Hugh Golder
Hugh Quentin Golder (* 1911; † 1990) war ein britischer Bauingenieur (Geotechnik).
Golder studierte Bauingenieurwesen an der University of Liverpool mit einem Bachelor- (1932) und Masterabschluss. Danach arbeitete er an der Forest Products Research Station (wo er sich mit bautechnischen Eigenschaften von Holz befasste) und ab 1937 in der Abteilung Bodenmechanik der Building Research Station (BRS) bei Leonard Frank Cooling. Gleich zu Beginn untersuchte er mit Cooling die Ursachen des Versagens des Chingford Damms (William Girling Reservoir zur Trinkwasserversorgung Londons, der Böschungsbruch während des Baus trat im Juli 1937 ein) im Norden Londons, den auch Karl von Terzaghi und Alec Skempton untersuchten. 1942 wechselte er in die Bauindustrie und ging zu John Mowlem & Co., wo er unter Rudolph Glossop arbeitete. 1943 gründete er mit Glossop ein eigenes geotechnisches Ingenieurbüro Soil Mechanics Ltd., wo er bis 1958 blieb. Bei der International Conference for Soil Mechanics and Foundation Engineering von 1948 in Rotterdam, der ersten nach dem Krieg, die den Aufschwung der Bodenmechanik seit der letzten Konferenz in Harvard 1937 widerspiegelte, präsentierte er fünf Arbeiten, die noch auf seine Zeit bei der BRS zurückgingen. 1958 trat er aus Soil Mechanics Ltd aus, da er mit der Behandlung seines dort entlassenen Freundes, des bekannten Tunnelbauingenieurs Harold Harding, nicht einverstanden war. Er ging nach Harvard zu Arthur Casagrande, wo er in Vertretung von Terzaghi Vorlesungen hielt. Ein Auftrag über die Untersuchung der Ausführbarkeit einer Brücke zu Prince Edward Island brachte ihn mit Kanada in Kontakt und 1959 zog er nach Toronto. Zunächst arbeitete er als unabhängiger beratender Ingenieur. 1960 gründete er in Kanada mit Victor Milligan, Larry Soderman (von dem der Vorschlag zur Gründung stammte) und anderen Golder Associates, heute ein weltweit tätiges nicht nur geotechnisches Ingenieurbüro mit rund 7000 Mitarbeitern in 160 Niederlassungen in 30 Ländern (2010). Der Hauptsitz ist bei Toronto. Anfangs waren Golder und Milligan die Anteilseigner, heute ist die Firma im Besitz der Angestellten.
Er war einer der Gründer der Zeitschrift Géotechnique.